# Luigi Basile
Luigi Basile Basile (Sant'Angelo di Brolo, 22 marzo 1820 – Roma, 19 dicembre 1889) è stato un patriota, magistrato e politico italiano.

## Biografia

### Attività cospirativa antiborbonica
Nato da famiglia nobile siciliana, era figlio del giudice Antonino Basile e di Maria Concetta Basile.
Compiuti i primi studi nel Seminario vescovile di Patti, appena ventenne si laureò con lode in giurisprudenza all'Università di Palermo, dove vinse la medaglia d'oro in un concorso d'economia politica. Quindi, verso il 1840, si trasferì a Napoli per esercitare l'avvocatura.
Nella città partenopea, all'epoca del risveglio patriottico che preparò le giornate del gennaio 1848, fu tra i più caldi e solerti che si adoperarono per la redenzione della patria. Nella sua casa napoletana si stampavano clandestinamente manifesti e volantini. Insieme a uomini come Francesco Crispi e Salvatore Castiglia, Luigi Basile fece da anello di congiunzione tra i liberali napoletani e quelli siciliani, creando i mezzi che permisero a Giuseppe La Masa di giungere sotto mentite spoglie in Palermo e far scoppiare la rivoluzione indipendentista siciliana del 1848 sfociata nella costituzione dell'effimero Stato di Sicilia.

### Deputato del Parlamento siciliano
Iscritto al partito liberale ed eletto nel collegio di Naso, fece parte della Camera dei Comuni nel Parlamento siciliano del 1848-49, con cui venne dichiarata decaduta la dinastia borbonica. Nel settembre 1848 fu mandato Commissario a Tindari per fermare l'avanzata delle truppe borboniche provenienti da Barcellona.

### L'esilio
La restaurazione borbonica, avvenuta il 15 maggio 1849, lo costrinse all'esilio per più di dieci anni. Peregrinò per qualche tempo a Marsiglia e Genova, quindi, insieme ad altri esuli come il marchese di Torrearsa, si stabilì a Nizza, dove fondò il giornale "Il Nizzardo", che diresse per otto anni, propugnando i diritti di quella città ad appartenere alla nazione italiana. In quel periodo entrò in polemica con Alphonse Karr, col quale fu sul punto di sfidarsi a duello.

### Deputato del Regno d'Italia e magistrato
Scacciati i Borbone, nel 1860 rientrò in Sicilia ed intraprese la carriera di magistrato, venendo nominato Giudice della Gran Corte criminale di Palermo. Quindi, stabilitosi l'ordinamento giudiziario del Regno d'Italia, nel 1862 fu il primo Presidente della Corte di Assise di Palermo.
Nel 1862 fu convalidata la sua elezione a deputato del Parlamento Nazionale nel collegio di Naso per la VIII legislatura (la prima del nuovo Regno d'Italia), dopo che le due precedenti elezioni da lui vinte erano state annullate in quanto magistrato. Nel 1865 fu rieletto deputato, sempre nel collegio di Naso, per la IX legislatura.
In Parlamento sedette nel centro-destra, accanto a Giuseppe La Farina, votando più volte contro la politica e l'amministrazione finanziaria del governo.
Membro della Commissione di unificazione legislativa, sostenne vivamente l'abolizione della pena di morte.
Non eletto alle successive elezioni politiche, ascese i più alti gradi della magistratura in ambito penale: Consigliere della Corte d'appello di Catania (1873) e di Roma (1878), quindi Consigliere della Corte di cassazione di Napoli (1880) e di Roma (1886), infine Consigliere di Stato (1889).

### Senatore del Regno d'Italia
Considerato tra i migliori magistrati italiani per la sua valenza, integrità d'animo e rettitudine, il 26 novembre 1884 fu nominato senatore del Regno. Su mandato del Senato costituitosi in Alta Corte di Giustizia, nel 1887 e 1888 fece parte della Commissione istruttoria, composta da sei senatori, che doveva indagare sulla vicenda che coinvolse il senatore Achille Del Giudice.
Morì a Roma nel 1889 a 69 anni.